# Марш-1
Марш-1 — плавающий вездеход на шинах сверхнизкого давления, созданный на базе легкового автомобиля ВАЗ-2121. 

## История
Марш-1 впервые был показан в 1995 году на Московском автосалоне. Снегоболотоход «Марш» (БРОНТО-1922) имеет привод постоянный, полный. Автомобиль предназначен для эксплуатации на бездорожье, в сложных погодных условиях.
Колесные арки были расширены, чтобы уместить колеса-пневматики большого диаметра. Благодаря им автомобиль обладает положительной плавучестью и может преодолевать небольшие водоемы. Подвеска рессорная, заимствована у УАЗ-469. Двигатель (R4; 1,7 л) и коробка передач от ВАЗ-2121. Для длительных поездок предусмотрены два 70-литровых топливных бака (дополнительная опция).
Существует три варианта исполнения кузова. Заднее сиденье устанавливается по заказу: в стандартном исполнении там находится запасное колесо. Производством снегоболотохода занимается тольяттинское предприятие «Бронто». За первые 8 лет производства выпущено около 350 автомобилей.
- Тип шин — сверхнизкого давления
- Размеры шин — 1220 х 570 х 533
- Давление в шинах — 0,1-0,4 кг/см²

## Галерея
- Колёса низкого давления большого диаметра обеспечивают большой дорожный просвет. Двигатель защищён от повреждений снизу.
- В сравнении с ВАЗ-2121.
- В сравнении с другой продукцией АвтоВАЗа.